# The Simpsons (sæson 16)
Den sekstende sæson af tv-serien The Simpsons blev første gang sendt i 2004 og 2005.

## Afsnit

### Treehouse of Horror XV
Tekst mangler, hjælp os med at skrive teksten

### Homer and Ned's Hail Mary Pass
Homer kommer en dag til at til at lave en skør dans foran en masse mennesker, som hurtigt bliver sendt ud på internettet, alle folk synes han er sjov, undtagen sports-stjerner, som synes hans dans er sej, så pludselig står Homer og skal hjælpe en masse kendte sports-stjerner med at lave en fed dans.